# Ellie (personaggio)
Ellie Williams è un personaggio immaginario e protagonista della serie videoludica di Naughty Dog The Last of Us, composta da The Last of Us, The Last of Us: Left Behind e The Last of Us Parte II. Nei videogiochi la sua interprete è l'attrice Ashley Johnson e la doppiatrice italiana invece è Gea Riva. Nella serie tv HBO, Ellie è interpretata dall'attrice Bella Ramsey.

## Biografia
Ellie è un'orfana di 14 anni, nativa di New York City, ed è uno dei personaggi principali dell'universo di The Last of Us, uno dei pochi che non hanno mai conosciuto la vita prima dell'infezione del Cordyceps. Gran parte della sua storia passata è rivelata nel DLC The Last of Us: Left Behind e nella miniserie di fumetti The Last of Us: American Dreams. In nessuno dei videogiochi è rilevato il suo cognome, ma la maggior parte dei fan credono sia "Williams". In Left Behind, Ellie scrive il suo cognome a mano. Nonostante non venga inquadrato a schermo, si può intuire che la ragazza stesse scrivendo una parola di 8 lettere: tenendo presente che nel manuale della versione giapponese del gioco viene riportato Ellie Williams, è presumibile che il suo cognome sia davvero questo.  Alla fine Naughty Dog e Neil Druckmann dopo anni di silenzio hanno confermato che fosse proprio questo.
Dopo essere sopravvissuta a un morso da parte di un infetto e di avere scoperto di essere immune al contagio, Ellie, su ordine di Marlene, deve essere accompagnata da Joel alle Luci. Inizialmente infastidita dalla natura solitaria di Joel, Ellie comincia a sentire un forte attaccamento a lui.
Dopo vari chilometri percorsi nei territori ostili degli Stati Uniti devastati dall'epidemia al fianco di Joel, i due diventano inseparabili e affrontano insieme un viaggio che cambierà per sempre entrambi. Fatto esperienza dell'incontro traumatizzante in inverno durante la quale Ellie ha rischiato di essere violentata e uccisa da una banda di cacciatori cannibali, ella diventa riservata e introversa. Quando Joel la porta dalle Luci, si scopre che ha un ceppo mutante del fungo parassita - che le si ramifica nel cervello e può essere utilizzato per creare una cura. Per estrarre il fungo è necessaria un'operazione sul cervello di Ellie, la quale si sarebbe rivelata fatale per la stessa. Mentre viene preparata per l'intervento, Joel stermina tutte le Luci presenti nell'ospedale e si fa strada fino alla sala operatoria fuggendo via con Ellie, dopo aver ucciso l'équipe medica e Marlene. Quando Ellie si sveglia dallo stato di incoscienza dovuto ai medicinali assunti per affrontare l'intervento, la ragazza si trova già in una macchina che viaggia verso casa (Jackson, luogo dove iniziare una nuova vita su suggerimento di Tommy). La ragazza chiede subito spiegazioni e Joel le risponde mentendole, dicendo che le Luci avevano trovato tante persone immuni come lei e che, inoltre, avevano smesso di cercare una cura all'infezione. Ellie, successivamente, nella scena finale del primo gioco, si confronta con Joel sugli eventi, e l'uomo le assicura con un giuramento di aver detto la verità; Ellie risponde con un semplice:
5 anni dopo, nel 2038, Ellie ha 19 anni e si è stabilita definitivamente a Jackson, dove vive anche Tommy insieme alla moglie Maria. Nel corso di questi anni il rapporto tra Joel e Ellie vacilla, perché la ragazza è convinta più che mai che Joel le abbia mentito, seppur l'uomo continui a non dirle la verità. La conferma arriva più o meno a metà di Parte II, dove in un flashback vediamo Ellie tornare nell'ospedale ormai abbandonato dove è stata tratta in salvo da Joel. La protagonista ritrova nella sala operatoria un registratore vocale e ascolta la voce di una donna che racconta ambiguamente ciò che è successo quel giorno. Joel riesce a ritrovare Ellie, che, estenuata, dà un ultimatum all'uomo per dirle la verità una volta per tutte. Non avendo altra scelta, il protagonista del primo capitolo le rivela che non esistono altri immuni e che se l'avessero operata avrebbero intaccato il cervello ed Ellie sarebbe morta. La ragazza sotto shock si dispera, accanendosi verbalmente su Joel e decidendo così di rompere i rapporti con lui. Con il proseguimento della storia si capisce che Ellie non è ancora riuscita a perdonare Joel e che i due sono sempre più distanti.
Ellie, ormai adulta, è molto amica con Jesse e Dina, ragazza con la quale ha in realtà stabilito un forte legame che si tramuterà in una relazione sentimentale. Durante una normale routine di perlustrazione nelle vicinanze di Jackson per ripulire i confini della cittadina dagli infetti, Jesse avverte Dina ed Ellie che i fratelli Miller sono scomparsi. La ragazza accorre a cercare Joel trovando uno chalet abitato. Ellie entra furtivamente e, sentendo le disperate urla di Joel, si precipita nel seminterrato per salvarlo, venendo però bloccata da un gruppo di giovani. Qui è costretta ad assistere alla violenta morte della sua figura paterna, che avviene per mano di una ragazza di nome Abby. Lei riconosce e uccide Joel (prima sparandogli col fucile a pompa alla gamba, e poi colpendolo ripetutamente con una mazza da golf, per poi ucciderlo definitivamente con un colpo forte alla testa frantumandogli il cranio), poiché, come si scoprirà con il passare delle ore di gioco, è la figlia assetata di vendetta della morte di suo padre, il chirurgo delle Luci che doveva operare Ellie. 
Tommy ed Ellie vengono risparmiati e così entrambi decidono di lasciare Jackson per vendicarsi della morte di Joel. Tommy parte per primo all'insaputa di tutti e il giorno dopo partono Ellie e Dina, tutti diretti verso Seattle, luogo dove è stabilizzato il gruppo di Abby: il WLF (acronimo di Washington Liberation Front, soprannominati "lupi"). Nella città vi è anche la presenza dei Serafiti, un fanatico gruppo religioso in guerra con il WLF. Con l'obiettivo di trovare e uccidere Abby, il gruppo di Jackson formato da Ellie, Dina, Tommy (nel frattempo "recuperato") e Jesse (giunto in solitaria per dare una mano alla causa) passerà circa 3 giorni a Seattle, combattendo contro nemici di ogni tipo (dagli umani agli infetti) e affrontando altre numerose difficoltà. Si rifugiano in un teatro abbandonato durante i brevi momenti di tranquillità. Nel corso dei giorni, Ellie compie azioni dettate dall'odio e dalla vendetta, arrivando a torturare una ragazza di nome Nora e a ucciderne una incinta di nome Mel (anche se non era a conoscenza della gravidanza). Molto scossa e rassegnata, Ellie è ormai decisa col gruppo a tornare a Jackson (anche perché Dina è incinta). Vengono sorpresi furtivamente da Abby, che, irrompendo nel teatro assieme a Lev (un giovane ragazzo ex membro dei Serafiti schierato con Abby), uccide Jesse e tiene in ostaggio Tommy. Dopo un tentativo di fuga da parte di Ellie, tra le 2 scoppia una lotta dietro le quinte del teatro dove Abby ha la meglio. Dina, (priva di forze dovuta alla gravidanza) si scaraventa su Abby, ma ancora una volta quest'ultima prevale. Quando è sul punto di uccidere entrambe le ragazze, rinuncia seguendo il consiglio di Lev. Abby se ne va dal teatro intimando alle giovani di non farsi mai più rivedere. 
Passano diversi mesi: Dina ed Ellie si sono stabilite insieme in una fattoria con il bambino di Dina, chiamato JJ. Tutto sembra tranquillo, ma Ellie soffre di disturbo da stress post-traumatico, poiché non ha ancora superato la morte di Joel e gli eventi di Seattle. Tommy (sopravvissuto miracolosamente al teatro) incita Ellie a continuare la ricerca per uccidere Abby, scovata grazie a delle intercettazioni in California. Ellie inizialmente sembra non condividere il pensiero di Tommy, ma subito dopo cambia idea mettendosi sulle tracce di Abby dopo una triste discussione con Dina, delusa dalla scelta della compagna di proseguire il suo viaggio di vendetta. Arrivata a Santa Barbara, e dopo diverse scontri con le Serpi (gang di schiavisti), la ragazza, anche se ha una grave ferita causata da una trappola delle Serpi che l'ha fatta infilzare contro un ramo di un albero, riesce a trovare Abby. Quest'ultima è stremata, quasi irriconoscibile perché tenuta per diversi mesi in ostaggio e resa schiava insieme a Lev: e infatti, tentando di scappare, è stata legata insieme al ragazzo su dei pali in spiaggia. Ellie la libera, ma arrivati dove sono ormeggiate le barche per la fuga, ha un rapido flashback di Joel massacrato, e così costringe Abby a un feroce scontro. Ellie perde persino 2 dita, ma alla fine riesce a sopraffare l'avversaria. Quando è sul punto di ucciderla affogandola, tra rabbia e disperazione, decide però di lasciarla andare, dopo aver ricordato per la prima volta il volto di Joel sereno. Abby e Lev salpano quindi verso l'isola di Santa Catalina, dove potranno unirsi alle Luci.
Dopo un salto temporale, vediamo Ellie tornata alla fattoria, ormai abbandonata e senza nessuna traccia di Dina e JJ. Sono rimaste soltanto le cose della protagonista in una stanza al piano di sopra. Qui, Ellie, provando senza successo (per via della perdita delle due dita) a suonare la vecchia chitarra regalata da Joel, ricorda l'ultima conversazione con lui (la sera prima della sua morte) durante la quale gli disse che avrebbe dopo tanto tempo provato a perdonarlo. Finito il ricordo, la ragazza posa la chitarra, ultimo simbolo del legame tra lei e l'uomo, e parte da sola verso un futuro incerto.

## Sviluppo
Gli sviluppatori ritennero che la determinazione dell'aspetto fisico di Ellie fosse “critica”; sentivano che lei dovesse apparire abbastanza giovane per rendere credibile il legame con Joel, ma abbastanza matura per essere in grado di sopravvivere.
Quando gli fu chiesto da cosa fu ispirato per creare Ellie, Druckmann ha ricordato quando lui e Straley stavano elaborando alcune idee per Uncharted 2: Il covo dei ladri e avevano creato un personaggio muto che avrebbe richiamato il giocatore a seguirlo, creando un rapporto attraverso il solo gameplay. Anche se questo concetto non è mai stato incluso nel gioco finito, l'idea è stata sollevata quando la squadra stava discutendo di un nuovo progetto - in definitiva, ispirando Ellie.
Dopo la pubblicazione di Left Behind, in cui Ellie è stata vista baciare la sua amica Riley, Druckmann dichiarò di avere concepito il personaggio di Ellie come omosessuale, tuttavia preferì lasciare decidere al giocatore la questione della sua sessualità.

## Curiosità
- Sebbene Ellie sia omosessuale, è uno dei personaggi più cosplayati in assoluto in Iran (uno dei paesi più restrittivi verso l'omosessualità).